# الماركسية الغربية

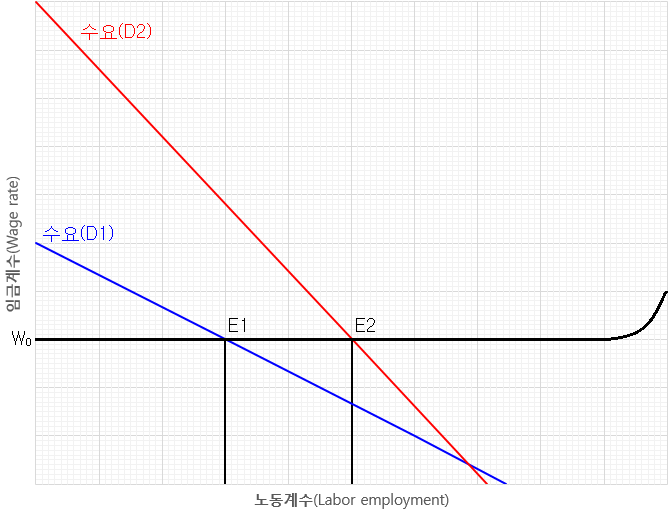
نظرية انخفاض معدل الربح في اقتصاديات ماركس

الماركسية الغربية هي وصف لنظريات مجموعة من المنظرين الماركسيين المتمركزين في أوروبا الغربية والوسطى، بخلاف فلسفة الاتحاد السوفياتي. بالرغم أن كتاب جورج لوكاش التاريخ والوعي الطبقي وكتاب الماركسية والفلسفة لكارل كورش أصدرا سنة 1923، إلا أنهما اعتبرا عمليا افتتحا هذا التيار، كما قالها موريس ميرلو بونتي. ويعدّ أنطونيو غرامشي ذو بصمة كبيرة في هذا التيار، رغم أن كتاباته لم تنشر إلا في وقت لاحق، بداية ب مختارات من مذكرات السجن لأنطونيو غرامشي سنة 1978.

## عناصر مميزة
بالرغم من تواجد مجموعة من مدارس الفكر الماركسي التي تتميز عن الماركسية اللينينية، مثل الماركسية النمساوية أو الشيوعية اليسارية ل أنطوني بانيكوك أو روزا لوكسمبورغ، هؤلاء المنظرين الذين قللوا من أولوية التحليل الاقتصادي هم الماركسيون الغربيون، والذين انصبوا في دراسة الفلسفة والنظرية الماركسية. اتسمت الماركسية الغربية في بداياتها بالتركيز على العناصر الهيجيلة و الإنسانية في فكر كارل ماركس، لكن أشكالها فيما بعد، مثل الماركسية البنيوية، تحولت ضدإنسانية بشكل كبير.
تؤكد الماركسية الغربية على ضرورة القيام بدراسة الثقافة من أجل فهم ماركسي مناسب للمجتمع. وبهذا وضع الماركسيون الغربيون الاختلافات التي غالبا ما تكون معقدة في نظريات الاديولوجية والبنية الفوقية، والتي فصلت بدقة فقط في كتابات ماركس و إنجلز.

### الدراسات الثقافية البريطانية
باعتبارها تيار فكري منفصل عن الاشتراكية الغربية، الدراسات الثقافية، والتي طورها أكادبميون بريطانيون، تتشارك بعض مفاهيم الطبقات الاجتماعية مع الاشتراكية الغربية. أعمال المنظرين مثل ريموند ويليامس تَنْصَبُّ على قضايا ثقافية كانت تعتبر غير مهمة من قبل الماركسيين السابقين، في حين يجادل ستوارت هال (مؤسس مدرسة بريمنغهام للدراسات الثقافية بشراكة مع ويليامس) أن التقسيم الطبقي على أساس «مستهلك» و «منتج» كان مبالغا فيه، وكان متشبثا بالدراسات الثقافية البريطانية بموازات مع فكر ما بعد الحداثة.

## التعهدات السياسية
تبنى الماركسيون الغربيون مجموعة مختلفة من التعهدات الساسية: لوكاش وغرامشي كانا عضوين في الأحزاب السوفياتية؛ كارل كورش كان ناقدا حادا للماركسية السوفياتية، ومدافعا عن النادي الشيوعي ليكون فيما بعد مهتما بالنظرية الفوضوية؛ أما منظور مدرسة فرانكفورت فانصرف نحو التصوف السياسي، مع أن هربرت ماركوز عرف ب «أب اليسار الجديد»؛ سارتر، ميرلو-بونتي، ألتوسير وليفيبفر كانوا، في مراحل مختلفة، مؤيدين للحزب الشيوعي الفرنسي، ليخيب أملهم فيه فيما بعد؛ إيرنيست بلوش عاش في الجهة الشرقية وكان مؤيدا لها، لكنه فقد إيمانه بالاتحاد السوفياتي على مشارف نهاية حياته. كما أثرت الماوية والتروتسكية في الماركسية الغربية.